# Guy Joly
Pour les articles homonymes, voir Joly.
Guy Joly, décédé le 7 décembre 1678, est un magistrat et mémorialiste français du XVIIe siècle.

## Biographie
Neveu de Claude Joly, il était conseiller au Châtelet de Paris. Syndic des rentiers de l’Hôtel de Ville, secrétaire, il écrivit ses mémoires, publiés peu après ceux de Retz par les soins de d’Argenson. Il fuit, à la suite de son évasion de la prison de Nantes, en Italie, aux Pays-Bas, en Allemagne, en Angleterre.
Pendant la Fronde, Guy Joly - il le raconte lui-même - est le secrétaire et l’homme des basses œuvres de Gondi, notamment dans l’affaire des rentes de l’Hôtel de ville. Il simule encore un attentat contre lui-même.
À la mort de Mazarin, il revient avec Retz en France et négocie pour son compte. En 1665, Retz et Joly se séparent « en s’accusant mutuellement d’ingratitude ».
À partir de 1667, il travaille pour la cour, notamment à la défense des droits de la reine contre les traités du jurisconsulte, Stockmans. Puis il rédige ses mémoires (1643-1665) où il donne une version assez différente de celle que Retz voulait donner un an plus tôt dans ses propres mémoires. C’est Claude Joly, son oncle, qui traduit les mémoires de Guy Joly en latin. Ces mémoires sont publiés à Amsterdam en 1718. D’Argenson et le Régent avaient souhaité équilibrer les Mémoires de Retz par ceux de Guy Joly, c’est pourquoi ils publièrent les deux ensemble.

## Œuvres
Il est également l’auteur de :
- Intrigues de la Paix.
- Négociations faites à la cour par les amis de M. le Prince.

### Sources
- « Joly (Gui) », dans Pierre Larousse, Grand dictionnaire universel du XIXe siècle, Paris, Administration du grand dictionnaire universel, 15 vol., 1863-1890 [détail des éditions].